# Sematophyllum robustulum
Sematophyllum robustulum är en bladmossart som beskrevs av Brotherus 1925. Sematophyllum robustulum ingår i släktet Sematophyllum och familjen Sematophyllaceae. Inga underarter finns listade i Catalogue of Life.